# Podróż apostolska Jana Pawła II do Czechosłowacji
46 Podróż Apostolska Jana Pawła II miała miejsce w dniach 21 – 22 kwietnia 1990 roku. Podczas tej pielgrzymki papież odwiedził Czechosłowację.

## Przyczyny podróży
Zaledwie kilka miesięcy przed pielgrzymką papieską, po wieloletnim zakazie istnienia Kościoła katolickiego w Czechosłowacji, odrodziła się hierarchia kościelna oraz zakony. Dwa dni przed podróżą (19 kwietnia) Watykan nawiązał stosunki dyplomatyczne z Czechosłowacją. Dlatego też Jan Paweł II wybrał się z wizytą do tego kraju, aby wyznaczyć tamtejszemu Kościołowi drogę odrodzenia po wielu latach prześladowań.

## Przebieg pielgrzymki
Po przybyciu do Pragi Jan Paweł II odprawił mszę świętą na wzgórzu Letna. Ta msza była pierwszą mszą świętą odprawioną przez papieża na ziemi czeskiej. Po mszy papież udał się na prywatne spotkanie z prezydentem Czechosłowacji Vaclavem Havlem na zamku Hradczany, po zakończeniu którego spotkał się z przedstawicielami najwyższych władz państwowych, intelektualistami i przedstawicielami innych wyznań chrześcijańskich.
Następnego dnia (22 IV) papież udał się do Welehradu, miasta, gdzie działali święci Cyryl i Metody. Tam Jan Paweł II odprawił mszę świętą dla mieszkańców Moraw. Podczas mszy wręczył paliusz arcybiskupowi Ołomuńca Frantiskowi Vanakowi, a ponadto ogłosił Synod Biskupów Europy. Tego samego dnia udał się do Bratysławy, gdzie wręczył paliusz arcybiskupowi Trnawy Jánowi Sokolowi.

## Ocena pielgrzymki
Obserwatorzy watykańscy stwierdzili, że pielgrzymka do Czechosłowacji była jedną z najważniejszych podróży Jana Pawła II.